# François Vivarès
Pour les articles homonymes, voir Vivares (homonymie).
François Vivarès ou Francis Vivares (1709-1780) est un dessinateur, graveur et marchand d'estampes franco-britannique ayant fait toute sa carrière en Angleterre et spécialisé dans le paysage.

## Biographie
François Vivarès est né le 11 juillet 1709 à Saint-Jean-du-Bruel, dans le Rouergue et comme l'indique son autoportrait gravé (1776). Par la suite ses parents s'installent à Genève en 1711 où le jeune François est éduqué.
Ses premières années sont complexes à reconstituer, en effet la plupart des bibliographes se contredisent entre eux. La BnF le dit élève d'un énigmatique graveur anglais, Chatelain, s'inspirant d'une note de Joseph Strutt (1749-1802), l'auteur du Biographical Dictionary of Engravers (2 volumes, 1785–1786). La date de l'arrivée de Vivarès à Londres pose aussi problème, entre autres ; le Bénézit indique 1727.
Portalis et Beraldi, jamais à court d'anecdotes — hélas non sourcées —, rapportent que Vivarès voulait être tailleur, et que dans « ses moments de loisirs, il apprit à dessiner le paysage d'après nature ou d'après des estampes ». C'est ce qu'atteste l'antiquaire John Thom Smith, dans son ouvrage An Antiquarian Ramble in the Streets of London (1846) : Vivarès ouvrit une boutique de tailleur près de Newport Market, et un jour, un certain Mr. Peltro, fabricant de plaque en cuivre sur Porter Street, découvrit le talent caché du jeune-homme qui lui en commandait.
Plusieurs maîtres graveurs lui sont attribués : le Vénitien Joseph (dit Giuseppe) Wagner (1706-1780), qui fut proche de Laurent Cars, le Français Jacques-Philippe Le Bas qui aurait « conseillé » Vivarès au début des années 1740 à Paris. Plusieurs faits demeurent cependant certains.
Il se marie à Londres et de cette union naît un fils, Thomas, en 1735, qui devient graveur (il meurt en 1821).
Avec Chatelain, Vivarès travaille pour le compte du marchand d'art John Boydell, qui ouvre boutique à Londres en 1746. Il est possible que les deux hommes se soient connus plus tôt, par exemple dans la préparation de plaques d'après Rembrandt, tirées et publiées chez le marchand londonien Arthur Pond en 1744, célèbre pour avoir publié une suite de gravures tirées de toiles présentes dans les plus grandes collections privées du Royaume. Leurs travaux en société comprennent des suites de paysages d'après Claude Lorrain, Gaspard Dughet, Pierre-Antoine Patel, Francesco Zuccarelli (dont J. Wagner était l'éditeur à Venise), etc. En 1746 également, Vivarès prend comme apprenti Peter Paul Benazech.

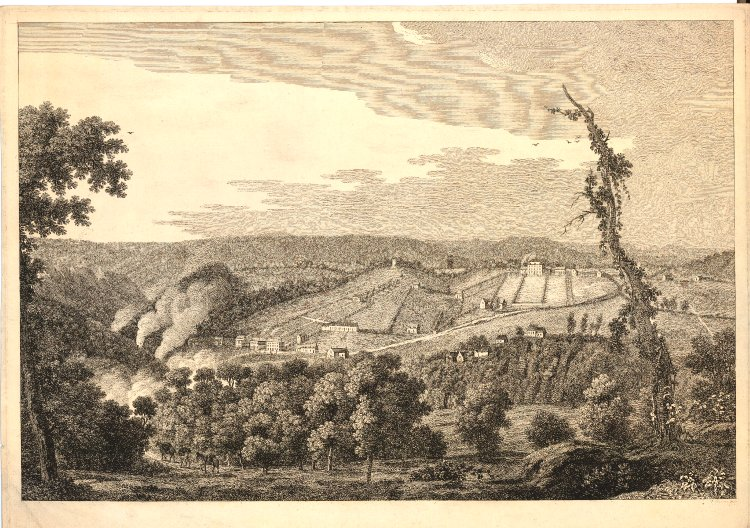
View of Coalbrookdale ironworks, Shropshire, England (pointe sèche, 1758) d'après Thomas Smith of Derby.

Adepte de l'eau-forte, du burin et de la pointe sèche, il exécute un grand nombre de vues en perspective, incluant des jardins, la Tamise, des ruines romaines, Naples ou la Jamaïque, etc., qui trouvent clients. Il ouvre en effet boutique sur Great Newport Street, près du marché. Il y emploie son fils Thomas et conséquemment, on peut confondre les travaux d'exécution du père et du fils. Châtelain, mort en mai 1758, a possiblement formé aussi le fils, du moins, celui-ci interpréta ses dessins.
Il expose à la Society of Artists of Great Britain en 1766 et 1768.
Vivarès aurait eu pour élève William Woollett.
Il est mort à Londres le 28 novembre 1780 (on trouve plus rarement 1782) et est enterré à la paroisse de Paddington, comme le signale l'édition de The Gentleman's Magazine (décembre 1780). Selon Strutt, son épouse et son fils reprennent la boutique d'estampes pendant une assez longue période.